# 维勒纳沃特
维勒纳沃特（法語：Villenavotte，法語發音：[vilnavɔt]）是法国勃艮第-弗朗什-孔泰大区约讷省的一个市镇，属于桑斯区。

## 地理
维勒纳沃特（48°14'56"N, 3°14'18"E）面积2.22 平方千米，位于法国勃艮第-弗朗什-孔泰大區约讷省，该省份为法国中北部内陆省份，西接卢瓦雷省，西北接塞纳-马恩省，南至涅夫勒省，东临科多尔省，东北与奥布省接壤。
与维勒纳沃特接壤的市镇（或旧市镇、城区）包括：维勒佩罗、约讷河畔库尔图瓦、纳伊、圣但尼莱桑斯。

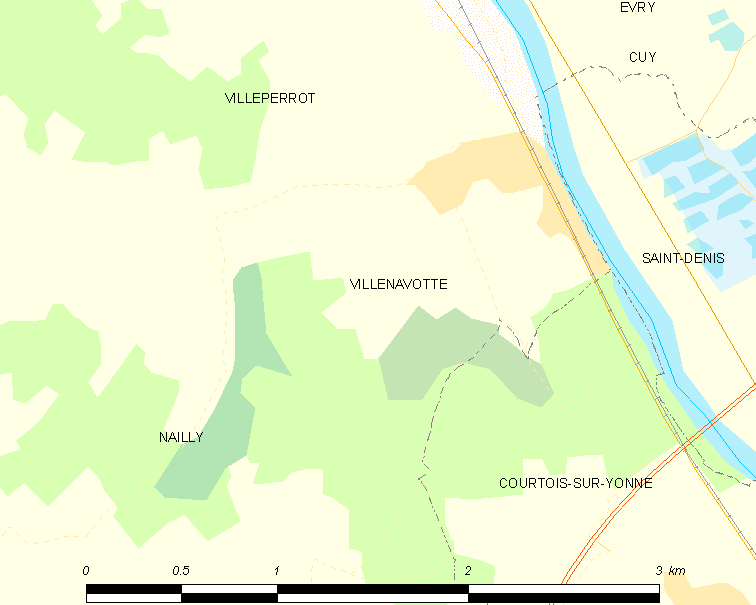
维勒纳沃特的OSM定位图

维勒纳沃特的时区为UTC+01:00、UTC+02:00（夏令时）。

## 行政
维勒纳沃特的邮政编码为89140，INSEE市镇编码为89458。

## 政治
维勒纳沃特所属的省级选区为约讷河桥村县。

## 人口

1962-2008年间维勒纳沃特人口变化图示

维勒纳沃特于2022年1月1日时的人口数量为162人。